# Thiago Almada
Thiago Ezequiel Almada (Ciudadela, 26 april 2001) is een Argentijns voetballer die doorgaans speelt als middenvelder. In juli 2025 verruilde hij Botafogo voor Atlético Madrid. Almada maakte in 2022 zijn debuut in het Argentijns voetbalelftal, waarmee hij datzelfde jaar wereldkampioen werd.

## Clubcarrière
Almada speelde in de jeugdopleiding van Vélez Sarsfield en maakte bij die club ook zijn professionele debuut. Op 11 augustus 2018 mocht hij voor het eerst opdraven, toen door doelpunten van Luis Abram en Matías Vargas met 2–0 gewonnen werd van Newell's Old Boys. Almada begon aan de wedstrijd op de reservebank en van coach Gabriel Heinze mocht hij na vierenzestig minuten invallen voor Lucas Robertone. De middenvelder kwam op 5 november 2018 voor het eerst tot scoren. Op bezoek bij Defensa y Justicia werd met 3–2 verloren. Almada, die de volledige negentig minuten mee mocht spelen, zorgde voor beide doelpunten van Vélez Sarsfield. Almada verlengde in september 2019 zijn verbintenis tot medio 2023.
In februari 2022 maakte Almada voor een bedrag van circa veertienenhalf miljoen euro de overstap naar Atlanta United, waar hij zijn handtekening zette onder een verbintenis voor de duur van vier seizoenen. Voor Atlanta speelde hij twee volledige seizoenen, waarin hij tot respectievelijk zes en twaalf competitietreffers kwam.
Halverwege het seizoen 2024 stond hij opnieuw op zes doelpunten, maar hij werd in juli van dat jaar voor circa negentienenhalf miljoen euro overgenomen door Botafogo. De Braziliaanse club schotelde hem een contract voor de duur van vijf jaar voor. Met deze overgang werd Almada de duurst verkochte speler ooit door een club uit de Major League Soccer.
Na een half jaar bij Botafogo nam Olympique Lyon hem op huurbasis over voor het restant van het seizoen 2024/25. De Franse club had een transferverbod opgelegd gekregen, maar hoefde niets voor Almada te betalen omdat Botafogo van dezelfde eigenaar is. Hij speelde twintig officiële duels voor Lyon, met daarin twee doelpunten. Halverwege juli 2025 verkaste Almada voor circa eenentwintig miljoen euro naar Atlético Madrid. In de Spaanse hoofdstad tekende hij voor vijf seizoenen.

## Clubstatistieken
| Seizoen | Club             | Competitie          | Competitie | Competitie | Beker | Beker | Internationaal | Internationaal | Totaal | Totaal |
| Seizoen | Club             | Competitie          | Wed.       | Dlp.       | Wed.  | Dlp.  | Wed.           | Dlp.           | Wed.   | Dlp.   |
| ------- | ---------------- | ------------------- | ---------- | ---------- | ----- | ----- | -------------- | -------------- | ------ | ------ |
| 2018/19 | Vélez Sarsfield  | Primera División    | 16         | 3          | 5     | 1     | —              | —              | 21     | 4      |
| 2019/20 | Vélez Sarsfield  | Primera División    | 22         | 4          | 1     | 0     | —              | —              | 23     | 4      |
| 2020/21 | Vélez Sarsfield  | Primera División    | 9          | 3          | 0     | 0     | 8              | 4              | 17     | 7      |
| 2021    | Vélez Sarsfield  | Primera División    | 32         | 7          | 2     | 0     | 6              | 2              | 40     | 9      |
| 2022    | Atlanta United   | Major League Soccer | 29         | 6          | 2     | 1     | —              | —              | 31     | 7      |
| 2023    | Atlanta United   | Major League Soccer | 33         | 12         | 0     | 0     | 2              | 1              | 35     | 13     |
| 2024    | Atlanta United   | Major League Soccer | 17         | 6          | 0     | 0     | 0              | 0              | 17     | 6      |
| 2024    | Botafogo         | Série A             | 17         | 1          | 1     | 0     | 8              | 2              | 26     | 3      |
| 2024/25 | → Olympique Lyon | Ligue 1             | 16         | 1          | 0     | 0     | 4              | 1              | 20     | 2      |
| 2025/26 | Atlético Madrid  | Primera División    | 0          | 0          | 0     | 0     | 0              | 0              | 0      | 0      |
| Totaal  | Totaal           | Totaal              | 191        | 43         | 13    | 3     | 28             | 10             | 232    | 56     |

Bijgewerkt op 20 juli 2025.

## Interlandcarrière
Almada werd in september 2022 door bondscoach Lionel Scaloni opgenomen in de selectie van het Argentijns voetbalelftal. Hij maakte zijn debuut in de nationale ploeg op 23 september, toen in een vriendschappelijke wedstrijd met 3–0 gewonnen werd van Honduras. De doelpunten werden gemaakt door Lautaro Martínez en Lionel Messi (tweemaal). Almada moest van Scaloni op de reservebank beginnen en mocht negen minuten na rust invallen voor Alejandro Gómez. De andere Argentijnse debutanten dit duel waren Enzo Fernández (Benfica) en Nehuén Pérez (Udinese).
In oktober 2022 werd Almada door Scaloni opgenomen in de voorselectie van Argentinië voor het WK 2022. Voor de definitieve selectie was hij een van de afvallers. Door een blessure van Joaquín Correa mocht Almada zich later alsnog melden bij de nationale ploeg. Tijdens dit WK werd Argentinië wereldkampioen door Frankrijk in de finale te verslaan na strafschoppen. Eerder werd een groep met Saoedi-Arabië, Mexico en Polen overleefd en werden Australië, Nederland en Kroatië in de knock-outfase uitgeschakeld. Almada speelde alleen tegen Polen mee.
Zijn eerste interlanddoelpunt volgde in maart na het WK, toen hij in een oefenduel met Panama na achtenzeventig minuten de score opende op aangeven van Leandro Paredes. Door een treffer van Lionel Messi werd uiteindelijk met 2–0 gewonnen.
| Interlands van Thiago Almada voor Argentinië | Interlands van Thiago Almada voor Argentinië | Interlands van Thiago Almada voor Argentinië | Interlands van Thiago Almada voor Argentinië | Interlands van Thiago Almada voor Argentinië | Interlands van Thiago Almada voor Argentinië |
| №                                            | Datum                                        | Wedstrijd                                    | Uitslag                                      | Competitie                                   | Goals                                        |
| Als speler bij Atlanta United                | Als speler bij Atlanta United                | Als speler bij Atlanta United                | Als speler bij Atlanta United                | Als speler bij Atlanta United                | Als speler bij Atlanta United                |
| -------------------------------------------- | -------------------------------------------- | -------------------------------------------- | -------------------------------------------- | -------------------------------------------- | -------------------------------------------- |
| 1                                            | 23 september 2022                            | Argentinië – Honduras                        | 3 – 0                                        | Vriendschappelijk                            |                                              |
| 2                                            | 30 november 2022                             | Polen – Argentinië                           | 0 – 2                                        | WK 2022                                      |                                              |
| 3                                            | 23 maart 2023                                | Argentinië – Panama                          | 2 – 0                                        | Vriendschappelijk                            | 78'                                          |
| 4                                            | 19 juni 2023                                 | Indonesië – Argentinië                       | 0 – 2                                        | Vriendschappelijk                            |                                              |
| Als speler bij Botafogo                      |                                              |                                              |                                              |                                              |                                              |
| 5                                            | 10 oktober 2024                              | Venezuela – Argentinië                       | 1 – 1                                        | WK 2026 kwalificatie                         |                                              |
| 6                                            | 15 oktober 2024                              | Argentinië – Bolivia                         | 6 – 0                                        | WK 2026 kwalificatie                         | 69'                                          |
| Als speler bij Olympique Lyon                |                                              |                                              |                                              |                                              |                                              |
| 7                                            | 22 maart 2025                                | Uruguay – Argentinië                         | 0 – 1                                        | WK 2026 kwalificatie                         | 68'                                          |
| 8                                            | 26 maart 2025                                | Argentinië – Brazilië                        | 4 – 1                                        | WK 2026 kwalificatie                         |                                              |
| 9                                            | 6 juni 2025                                  | Chili – Argentinië                           | 0 – 1                                        | WK 2026 kwalificatie                         |                                              |
| 10                                           | 11 juni 2025                                 | Argentinië – Colombia                        | 1 – 1                                        | WK 2026 kwalificatie                         | 81'                                          |

Bijgewerkt op 20 juli 2025.

## Erelijst
| Competitie            |          |          |          |          |
| Competitie            | Aantal   | Jaren    |          |          |
| Botafogo              | Botafogo | Botafogo | Botafogo | Botafogo |
| --------------------- | -------- | -------- | -------- | -------- |
| Série A               | 1        | 2024     |          |          |
| CONMEBOL Libertadores | 1        | 2024     |          |          |
| Argentinië            |          |          |          |          |
| Wereldkampioenschap   | 1        | 2022     |          |          |